# Shibuya
Shibuya (渋谷区, Shibuya-ku) é uma região especial da Metrópole de Tóquio, no Japão. Um dos principais centros comerciais e financeiros do mundo, abriga as duas estações mais movimentadas do mundo: a Estação de Shinjuku (na parte sul) e a Estação de Shibuya.
Shibuya situa-se ao lado de Shinjuku, outra região especial famosa na Metrópole de Tóquio, e também ao lado de Shinagawa.
Em 1 de janeiro de 2018, Shibuya tinha uma população de 224 680 habitantes divididos em 136 259 famílias e uma densidade populacional de 14 679,09 pessoas por km2. A área total é de 15,11 km2.

## História

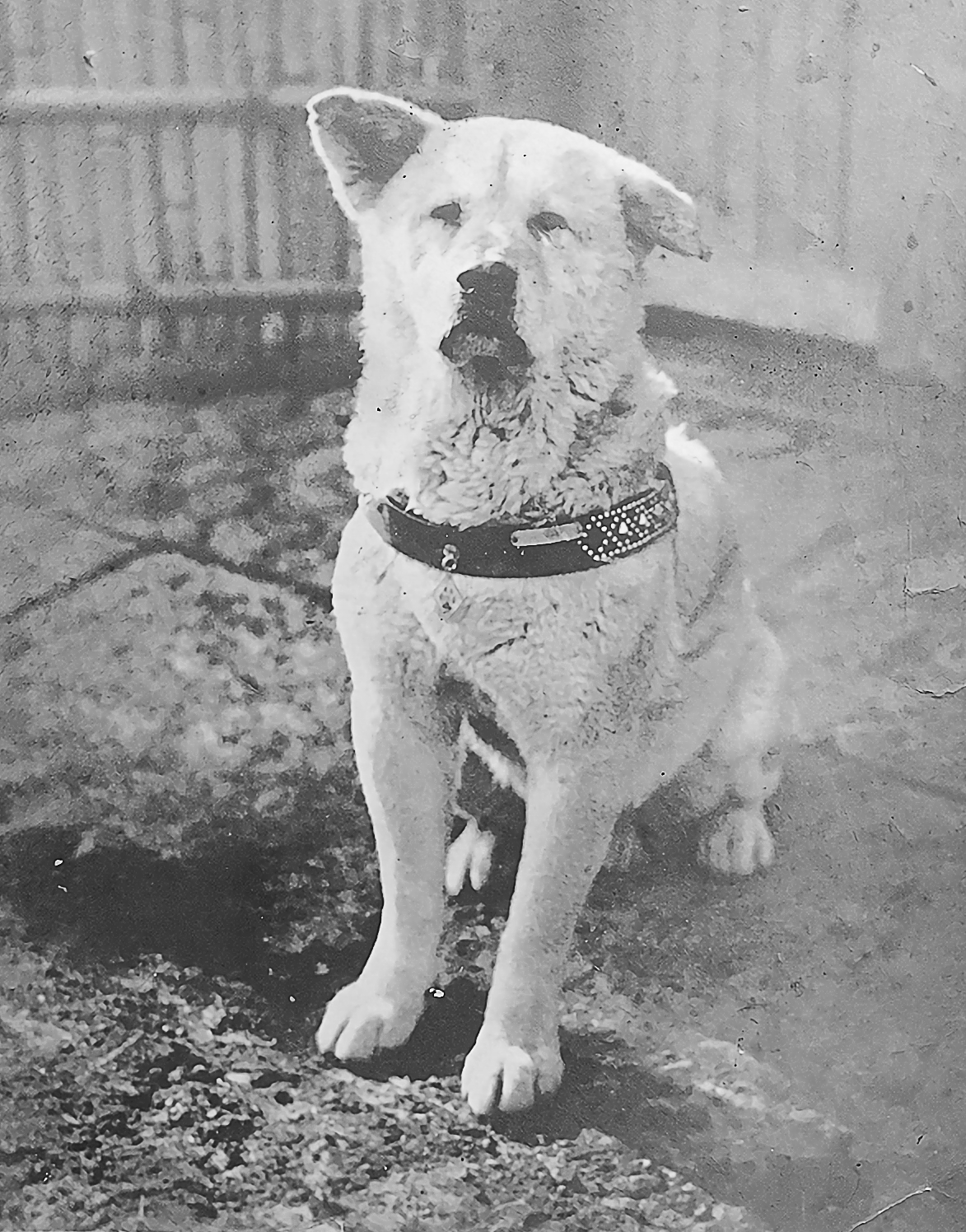
Hachikō

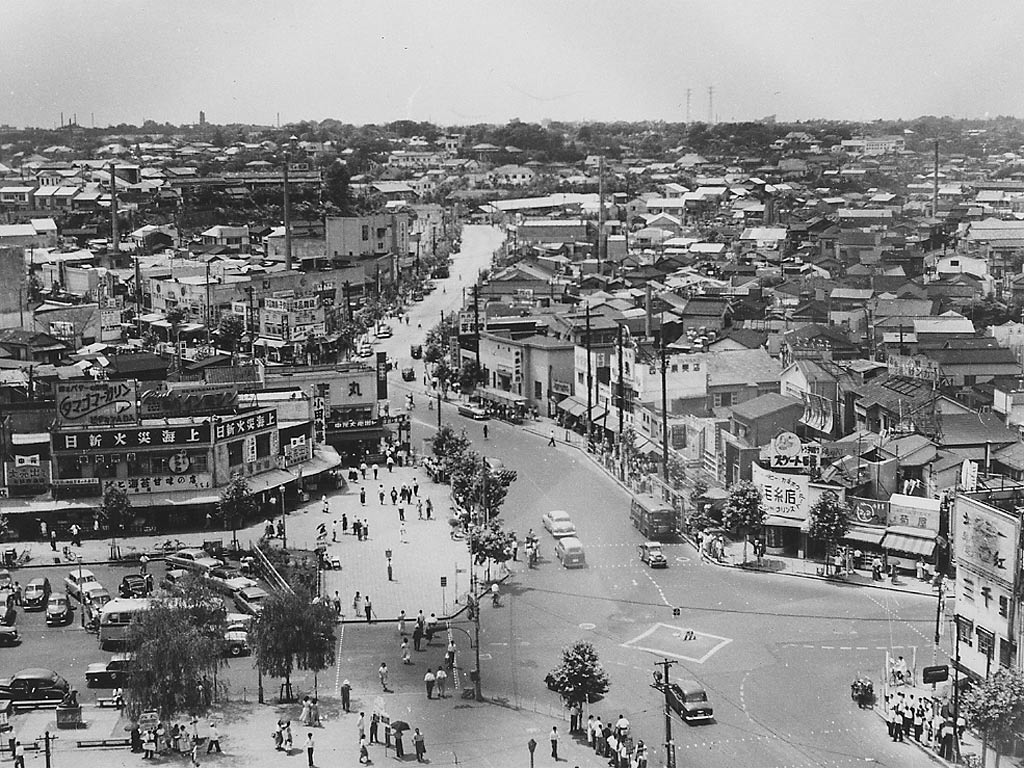
Shibuya em 1952.

Em Shibuya há mais de 30 ruínas pré-históricas descobertas. Naquela época a região era um platô que dava para o mar. No Período Jomon, as pessoas viviam próximo a uma colina.
Shibuya foi historicamente o local de um castelo no qual a família Shibuya residiu do século XI até o Período Edo. Seguindo a abertura da Linha Yamanote em 1885, Shibuya começou a emergir como um terminal ferroviário para o sudoeste de Tóquio e se tornou um dos principais centros comerciais e de entretenimento.
A vila de Shibuya foi incorporada em 1889 pela fusão das vilas de Kami-Shibuya, Naka-Shibuya e Shimo-Shibuya dentro do Condado de Minami-Toshima (Condado Toyotama a partir de 1896). A vila cobria o território da atual Estação de Shibuya bem como as das áreas de Hiroo, Daikanyama, Aoyama e Ebisu. Shibuya se tornou uma cidade em 1909. A cidade de Shibuya se fundiu com as cidades vizinhas de Sendagaya (que incluía as modernas áreas de Sendagaya, Harajuku e Jingumae) e Yoyohata (que incluía as modernas áreas de Yoyogi e Hatagaya) para formar a região de Shibuya na antiga Cidade de Tóquio em 1932. A Cidade de Tóquio se tornou a Metrópole de Tóquio em 1943, e a atual região especial foi estabelecida em 15 de março de 1947.
A Linha Tokyu Toyoko abriu em 1932, fazendo Shibuya um terminal chave entre Tóquio e Yokohama, e foi juntada com a precursora da Linha Keio Inokashira em 1933 e com a precursora da Linha Ginza do Metrô de Tóquio em 1938. Uma das mais conhecidas histórias envolvendo Shibuya é a história de Hachikō, um cão que esperou por seu mestre na Estação de Shibuya todos os dias entre 1923 e 1935 e acabou se tornando uma celebridade nacional por sua lealdade. Uma estátua de Hachiko foi construída nas adjacências da estação, e a área ao redor da estátua é o ponto de encontro mais popular da região.
Durante a Ocupação do Japão, o Parque Yoyogi foi usado como complexo residencial por militares Norte-americanos chamado de "Washington Heights." Os militares Norte-americanos saíram do local em 1964, e boa parte do parque foi reutilizado como locais para as Olimpíadas de 1964. A própria região serviu como parte do curso da maratona dos Jogos de 1964.
Shibuya tem ganhado bastante popularidade entre os jovens desde o início dos anos 1980. Há muitas lojas de departamento de moda na região. A Shibuya 109 é o principal centro de compras próximo da Estação de Shibuya, particularmente famosa como a origem da subcultura kogal. Chamada de "Ichi-Maru-kyū," cuja tradução é 1–0–9, que na verdade é um trocadilho com o nome da companhia que a possui — Tōkyū (que soa como 10–9 em Japonês). A cena fashion contemporânea em Shibuya se estende para o norte a partir da Estação de Shibuya até Harajuku, onde a cultura jovem reina.
Durante o final dos anos 1990, Shibuya também se tornou conhecida como centro da indústria de TI do Japão.

## Geografia
Shibuya inclui muitos distritos residenciais e comerciais bastante conhecido como Daikanyama, Ebisu, Harajuku, Hiroo, Higashi, Omotesandō, Sendagaya, e Yoyogi.

### Subdivisões
- Hatagaya
  - Sasazuka, Hatagaya, Honmachi[11]
- Yoyogi
  - Uehara, Ōyamachō, Nishihara, Hatsudai, Motoyoyogichō, Tomigaya, Yoyogi-kamizonochō[11]
- Sendagaya
  - Sendagaya, Jingūmae
- Ebisu-Ōmukai
  - Kamiyamachō, Jinnan, Udagawachō, Shōtō, Shinsenchō, Maruyamachō, Dōgenzaka, Nanpeidaichō, Sakuragaokachō, Hachiyamachō, Uguisudanichō, Sarugakuchō, Daikan'yamachō, Ebisunishi, Ebisuminami[11]
- Hikawa-Shimbashi
  - Shibuya, Higashi, Ebisu, Hiroo[11]

## Governo
O prefeito de Shibuya é Ken Hasebe, um político independente, desde abril de 2015. Há uma câmara municipal com 34 membros.

## Turismo e locais históricos

### Áreas verdes

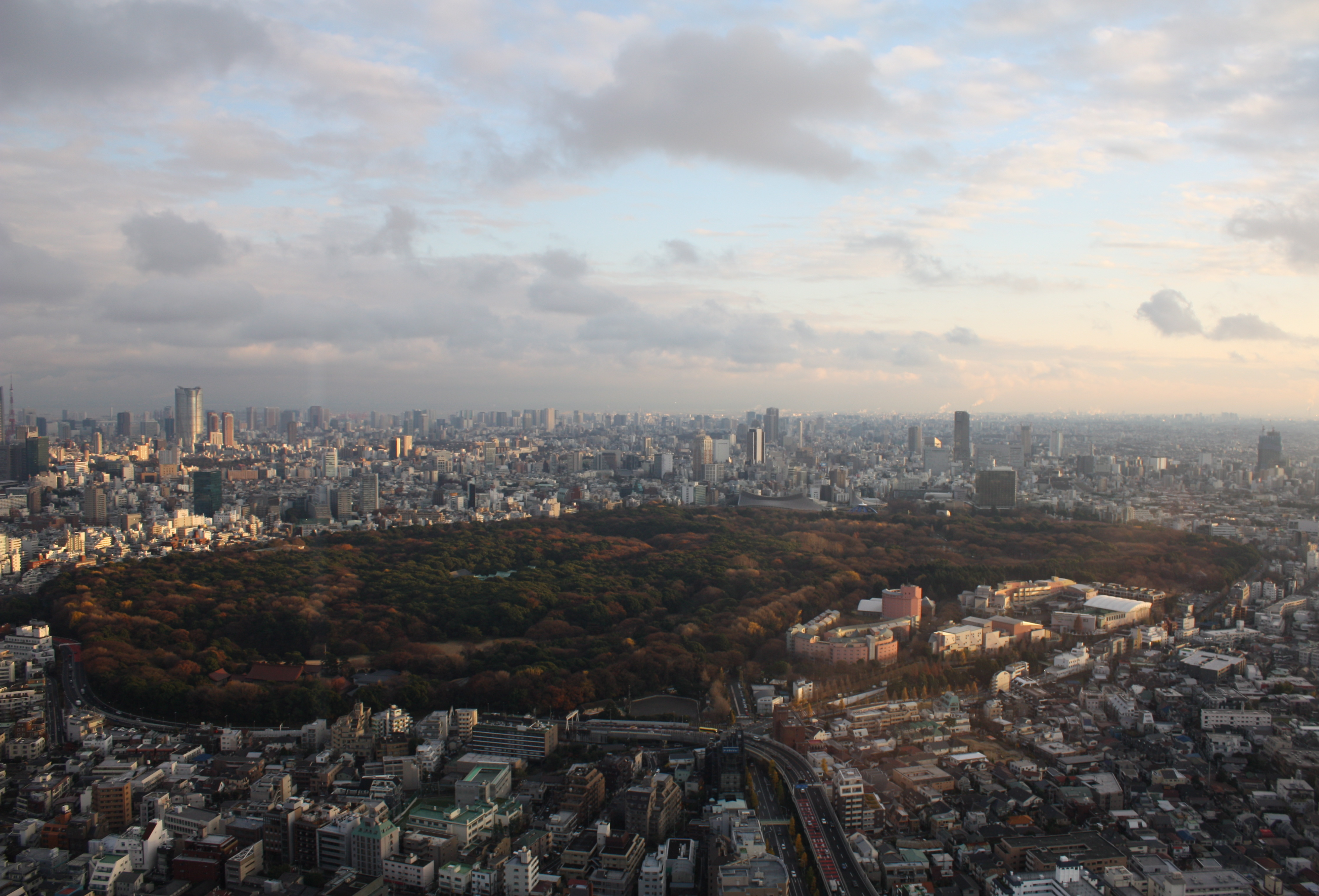
Parque Yoyogi

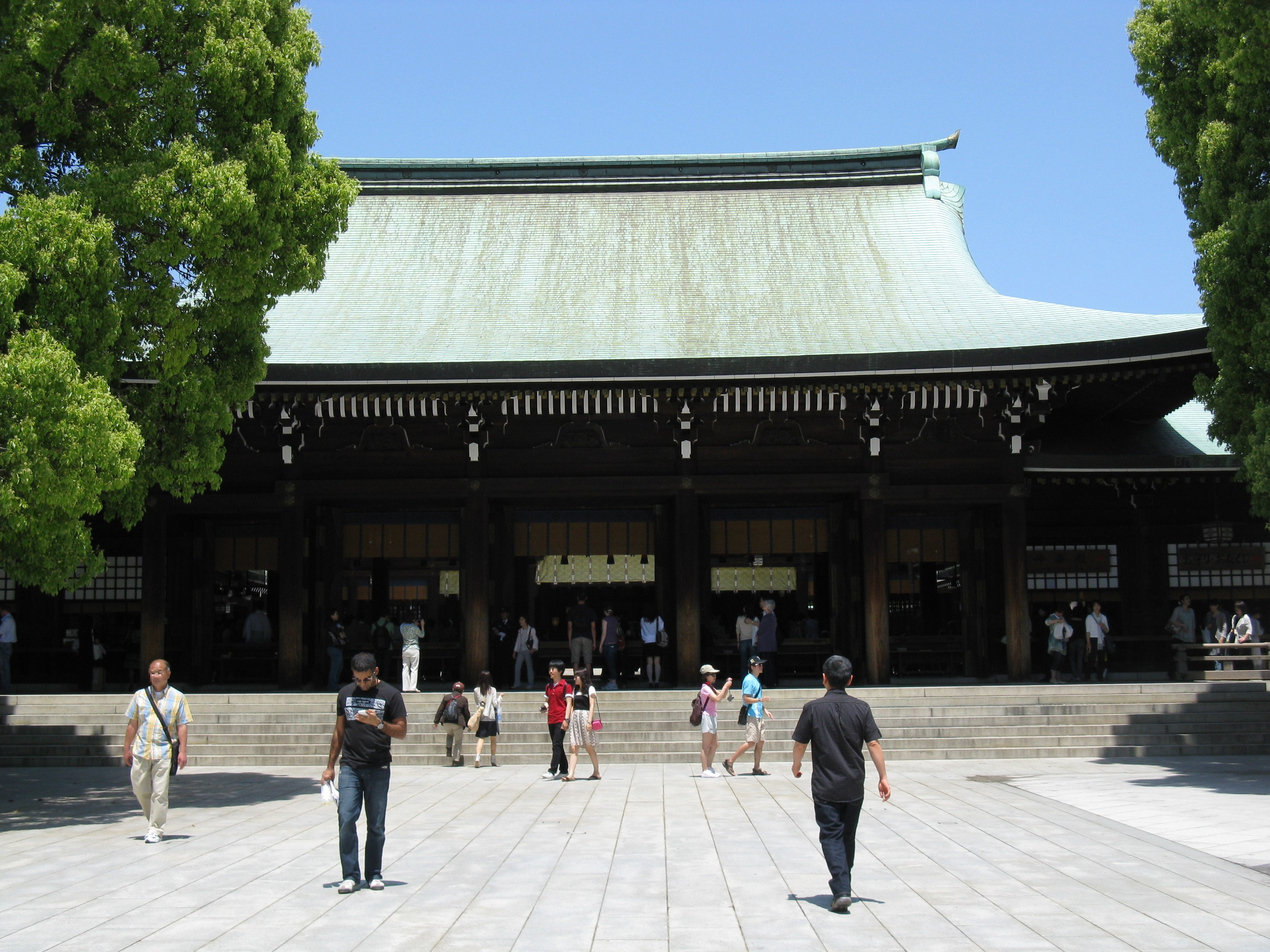
Santuário Meiji

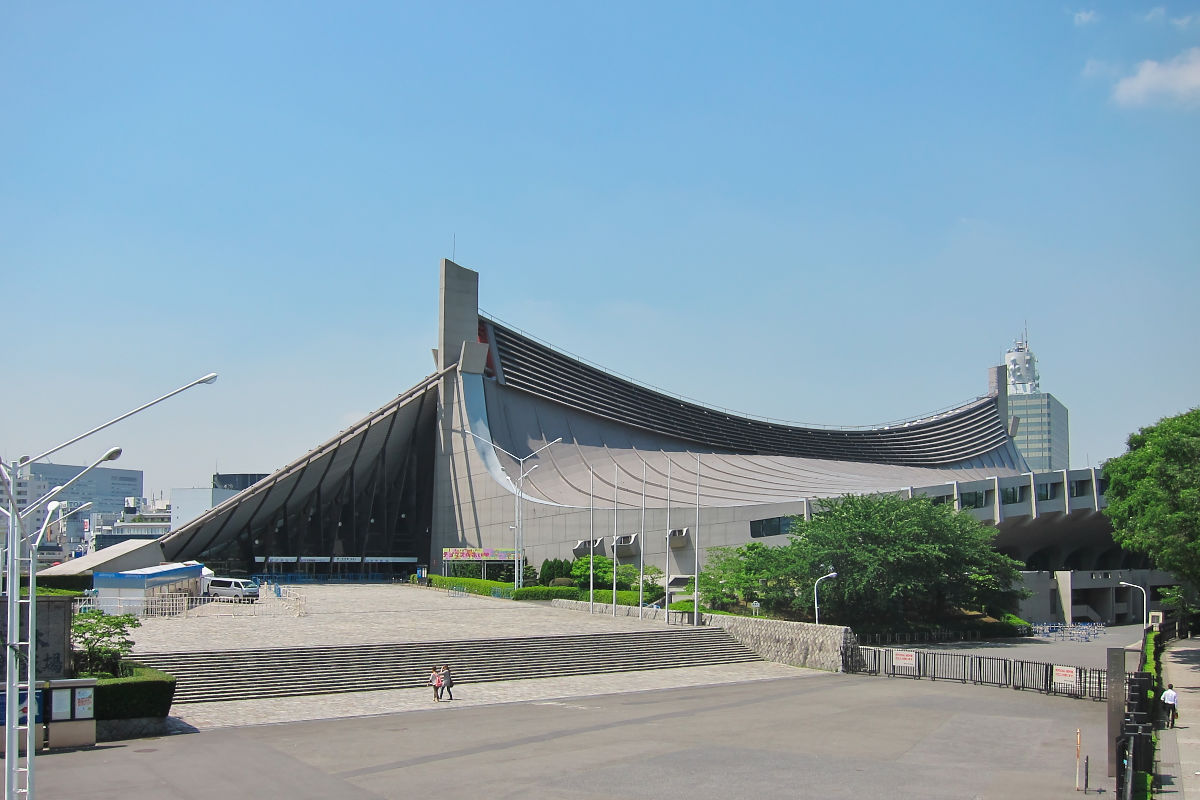
Yoyogi National Gymnasium

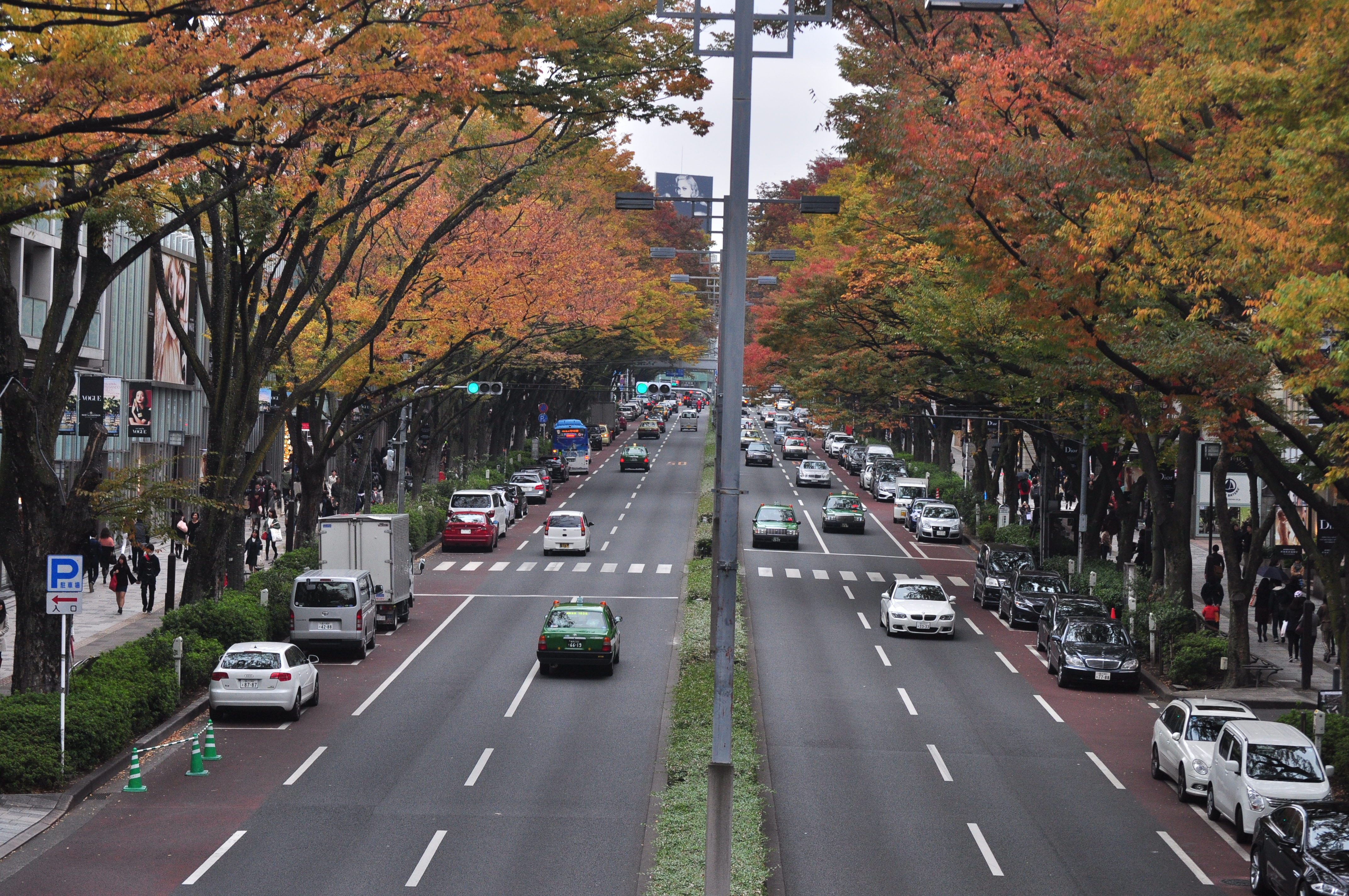
Omotesandō

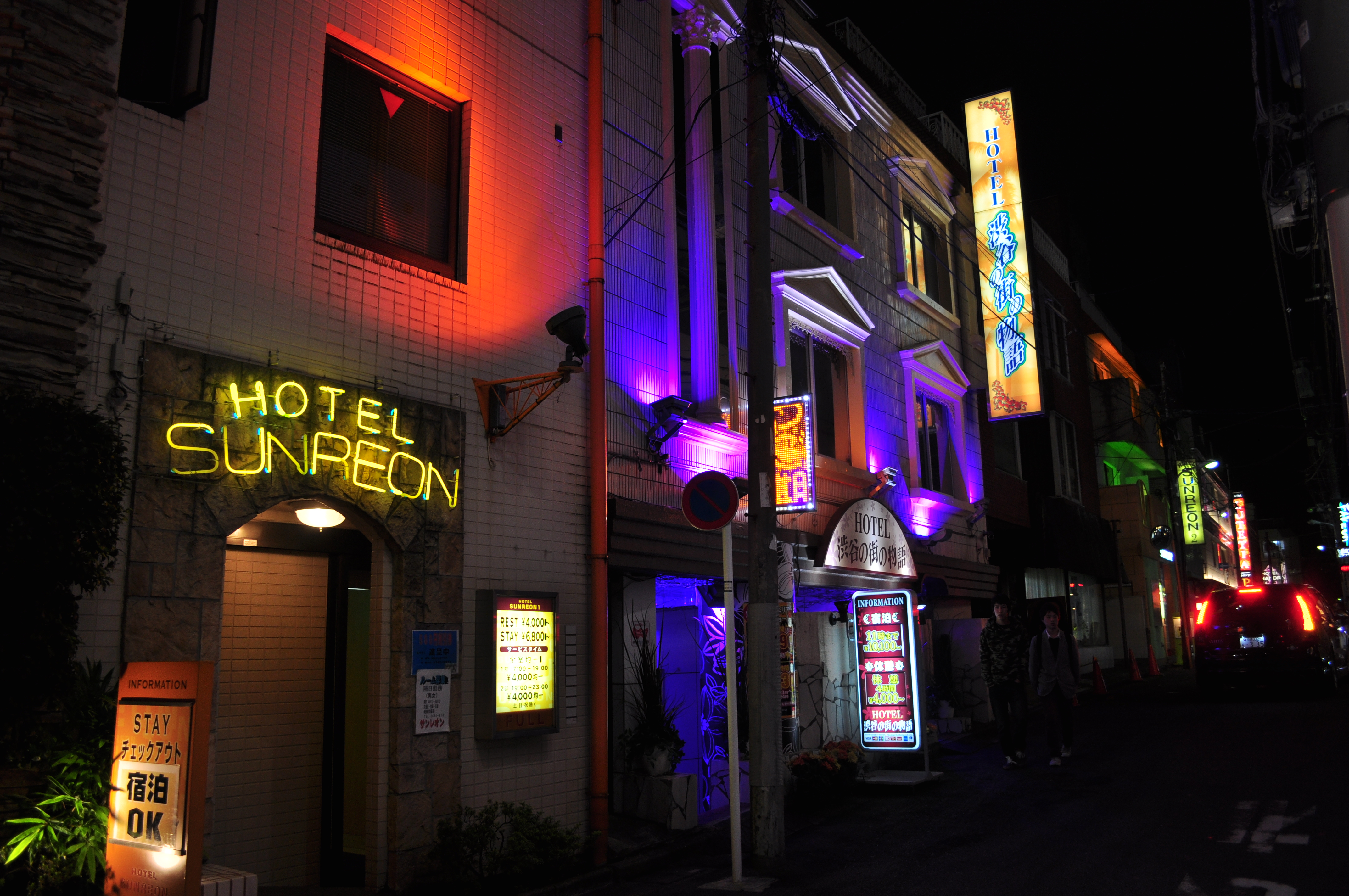
Love hotels em Dōgenzaka

- Santuário Meiji - Santuário Xintoísta dedicado às almas do Imperador Meiji e da Imperatriz Shōken, é cercado por uma floresta de 700 mil metros quadrados.[14]
- Shinjuku Gyoen (Sendagaya) - Antigos jardins imperais, agora aberto ao público como um parque.[15]
- Parque Yoyogi - Antes uma base de treinamento do Exército Imperial Japonês, depois a área residencial de Washington Heights durante a Ocupação Americana, depois serviu de alojamento para os participantes das Olimpíadas de Tóquio, e atualmente é o maior parque de Tóquio.[16]

### Edifícios
- Shibuya 109 - Um famoso centro de compras[17]
- Universidade das Nações Unidas[18]
- Bunkamura -Teatro e complexo de salas de concerto
- Cerulean Tower - O mais alto edifício da área da Estação de Shibuya
- Yebisu Garden Place (Ebisu) - Prédio da antiga Sapporo Brewery, agora com restaurantes e lojas, junto com o Westin Hotel
- Teatro Nacional Noh (Sendagaya)
- Novo Teatro Nacional (Hatsudai) - Conhecido por espetáculos de ópera, balé e outras performances
- NHK Broadcasting Center - Sede do sistema de transmissão por satélite, rádio e televisão da NHK
- NTT DoCoMo Yoyogi Building - O terceiro prédio mais alto de Tóquio, construído a partir do modelo do Empire State Building
- Omotesandō Hills - Um shopping
- Shinjuku Southern Terrace (Sendagaya)
- Takashimaya Times Square (Sendagaya) - Uma das maiores lojas de departamentos do Japão
- Ginásio Metropolitano de Tóquio[19]
- Igreja Batista de Tóquio
- Yoyogi National Gymnasium - desenhado para as Olimpíadas de 1964 por Kenzo Tange.

### Ruas e lugares
- Aoyama Dōri - Uma das principais vias leste-oeste
- Center Gai
- Dōgen-zaka - Uma rua na parte central de Shibuya famosa por suas boates e Love Hotels[20]
- Komazawa Dōri – Rua famosa por suas árvores que se tornam amarelas brilhantes no outono, cafés, restaurantes e uma grande réplica de Davi de Michelangelo no lado de fora do Papas. O Príncipe Hitachi e a Princesa Hitachi têm sua residência oficial em um palácio nos grandes jardins em Komazawa Dōri[21]
- Rua Kōen - Na área central de Shibuya, entre a Estação de Shibuya e o Parque Yoyogi
- Meiji Dōri - Uma importante via norte-sul paralela à Linha Yamanote
- Miyamasu-zaka
- Nonbei-Yokocho - Uma pequena rua próxima aos trilhos famosa por seus pequenos bares e um "ar" da antiga Tóquio[22]
- Omotesandō - Uma avenida que começa no Santuário Meiji e possui várias butiques de marcas famosas
- Spain-zaka
- Rua Takeshita - Uma rua comercial que corta Harajuku
- Rua Yamanote
- Ebisu
- Harajuku
- Hiroo
- Sendagaya
- Yoyogi

## Cruzamento de Shibuya

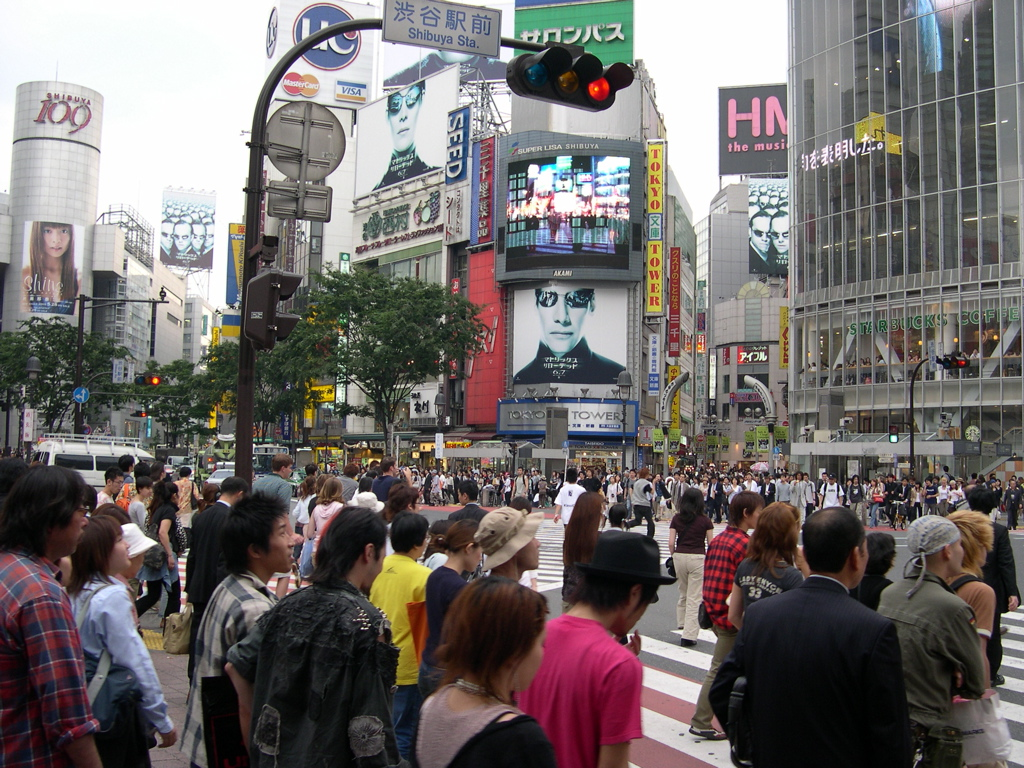
Cruzamento de Shibuya durante o dia.

Shibuya é famosa por seu cruzamento. Ele está localizado na frente da saída Hachikō da Estação de Shibuya e para veículos em todas as direções para permitir que os pedestres inundem toda a interseção. A estátua de Hachikō, entre o cruzamento e a estação, é um ponto comum de encontro e quase sempre está cheia.
Há três grandes telões montados nos prédios próximos do cruzamento, bem como muitos sinais publicitários. Seu tráfego pesado e a quantidade de anúncios fazem o cruzamento ser comparado a Times Square, em Nova York.
O Cruzamento de Shibuya aparece frequentemente em filmes e programas de televisão que se passam em Tóquio, como Encontros e Desencontros, Velozes e Furiosos: Desafio em Tóquio, e Resident Evil: Recomeço e Retribuição, bem como em transmissões de notícias nacionais e internacionais.
No lado sudoeste da Estação de Shibuya há outro ponto de encontro popular com uma estátua chamada "Moyai". A estátua lembra uma estátua Moai, e foi dada a Shibuya pelo povo da Ilha Nii-jima em 1980.
O cruzamento esteve na cerimônia de encerramento das Olimpíadas de 2016 para promover as Olimpíadas de 2020 em Tóquio.

## Transportes

### Ferrovias

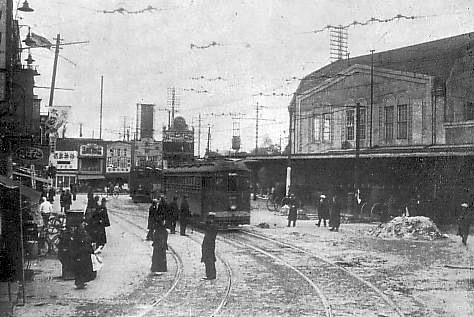
Estação de Shibuya como era nos períodos Taishō e Shōwa pré-guerra (1912–1945).

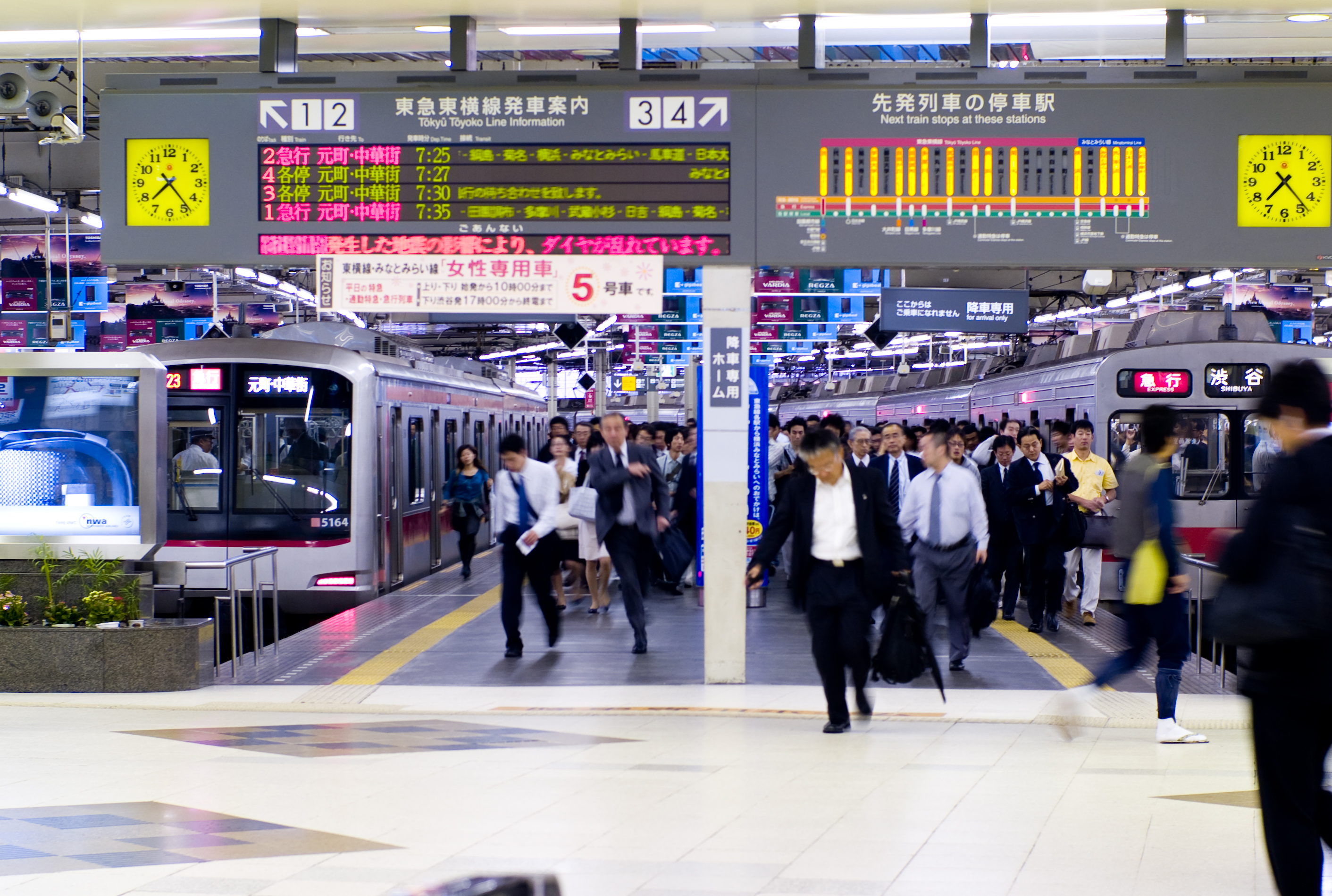
A antiga estação da Linha Tokyu Toyoko (agora demolida)

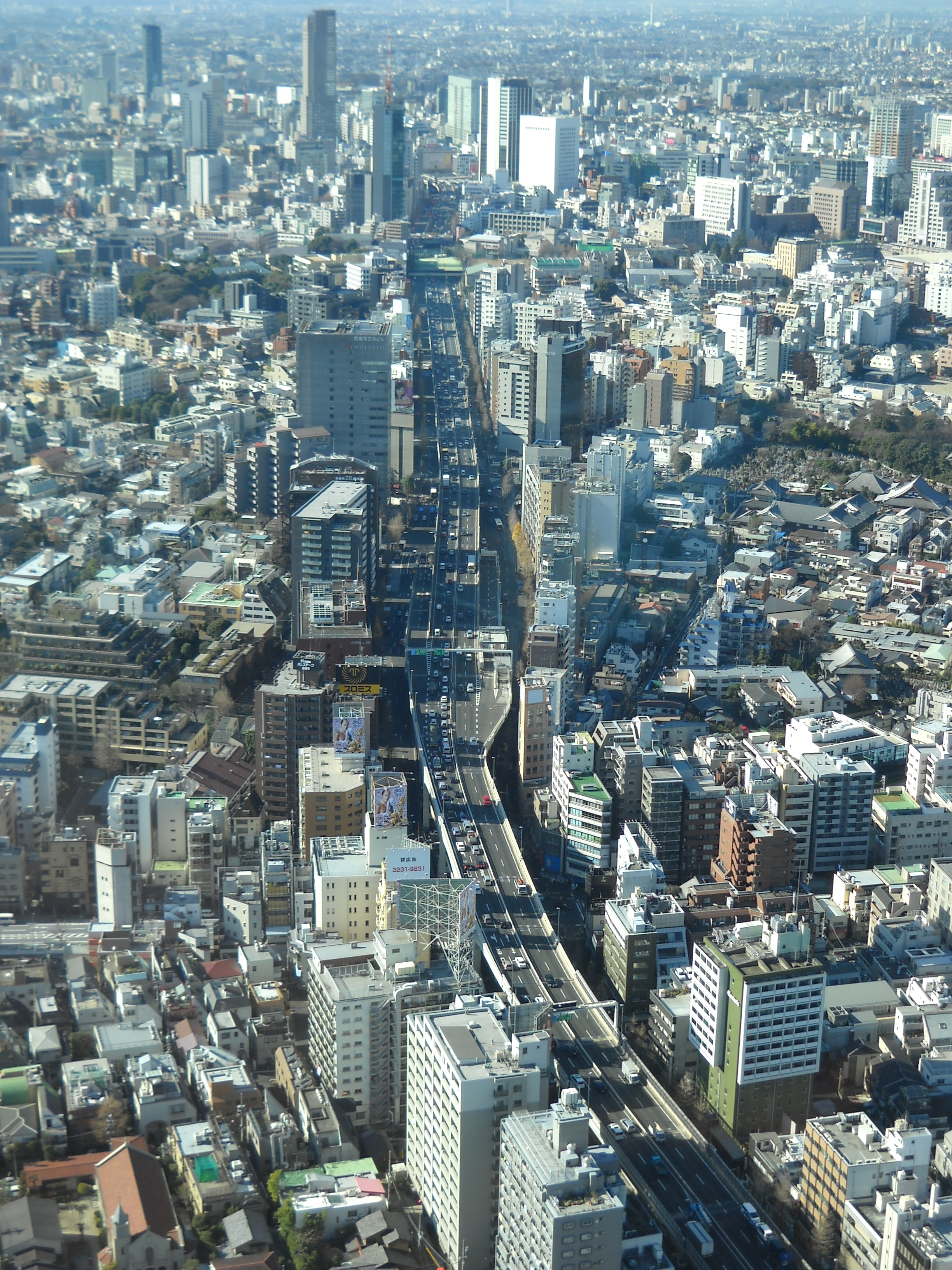
Via Expressa No.3 Rota Shibuya

A principal estação é a Estação de Shibuya. A parte sul da Estação de Shinjuku, incluindo a Nova Entrada Sul, está localizada em Shibuya.
- JR East[27]

■ Linha Yamanote: Estações de Shinjuku, Yoyogi, Harajuku, Shibuya e Ebisu
■ Linha Chūō (Rápido) e Linha Chūō-Sōbu: Estações de Shinjuku, Yoyogi e Sendagaya
■ Linha Saikyō e ■ Linha Shōnan-Shinjuku: Shinjuku, Shibuya, Ebisu
- Metrô de Tóquio[28]

 Linha Ginza: Estação de Shibuya
 Linha Marunouchi: Shinjuku
 Linha Hibiya: Estação de Ebisu
 Linha Chiyoda: Estações de Meiji Jingūmae, Yoyogi Kōen e Yoyogi Uehara
 Linha Hanzōmon: Estação de Shibuya
 Linha Fukutoshin: Estações de Shibuya, Meiji Jingūmae e Kitasandō
 Linha Toei Shinjuku: Akebonobashi, Shinjuku-sanchōme e Shinjuku
- Departamento de Transporte Metropolitano de Tóquio[29]
  - Linha Toei Shinjuku: Shinjuku
  - Linha Toei Ōedo: Estações de Shinjuku, Yoyogi e Kokuritsu Kyogi-jo

- Tōkyū Corporation[30]
  - Linha Tōyōko: Estações de Shibuya e Daikanyama
  - Linha Den-en-toshi: Estações de Shibuya e Ikejiri Ohashi

- Keio Corporation[31]
  - Linha Inokashira: Shinjuku, Shibuya e Shinsen
  - Linha Keiō: Shinjuku e Estação de Sasazuka
  - Nova Linha Keiō: Estações de Shinjuku, Hatsudai, Hatagaya e Sasazuka
- Linha Odawara da Odakyū Electric Railway: Estações de Shinjuku, Minami Shinjuku, Sangubashi, Yoyogi Hachiman e Yoyogi Uehara[32]
- A Plataforma Imperial: Usada pela Família Imperial Japonesa em raras ocasiões, está localizada ao longo da Linha Yamanote, a poucos minutos de caminhada da Estação de Harajuku em Sendagaya 3-chome.

### Rodovias
- Via Expressa Shuto[33]
  - No.3 Rota Shibuya (Tanimachi JCT – Yoga)
  - No.4 Rota Shinjuku (Miyakezaka JCT – Takaido)
- Rodovias nacionais
  -  Rota 20, a Kōshū Kaidō[34]
  -  Rota 246, com os nomes locais de Aoyama-dōri e Tamagawa-dōri[34]

## Economia

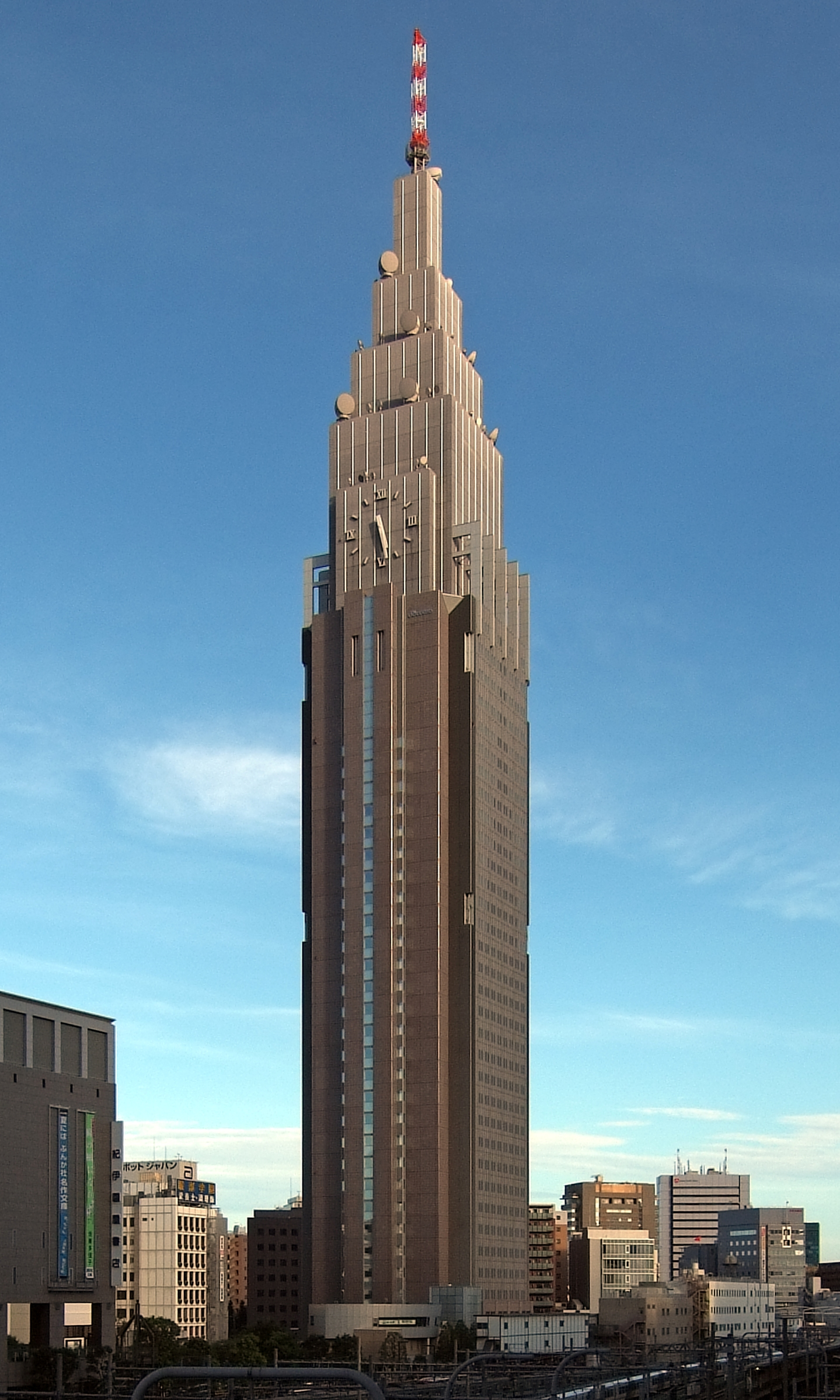
NTT DoCoMo Yoyogi Building

Muitas companhias possuem sede em Shibuya.
A Calpis, a Casio, a Mixi, a Niwango, e Tōkyū Corporation possuem sua sede em Shibuya.A East Japan Railway Company, e a Taito Corporation tem suas sedes em Yoyogi, Shibuya. a 81 Produce tem sua sede em Tomigaya, Shibuya.

### Operações estrangeiras
A Campbell's Soup Japão tem sua sede em Shibuya, no 10° andar do Tokyo Tatemono Hiroo Building. A ABB Group Japão está localizada em Shibuya. A Virgin Atlantic Airways Japão está no sexto andar do POLA Ebisu Building em Shibuya.

### Companhias
- Amway Japão: Sede Japonesa da Amway, uma companhia de marketing multi-nível
- Coca-Cola Japão[48]
- Cyber Agent Ltd.: Agência de anúncios na internet
- Dreamusic Incorporated: gravadora
- East Japan Railway Company (JR East) (Yoyogi)[49]
- Gap Japão
- GlaxoSmithKline
- Ito En Ltd.:[50] engarrafadora de chá, café, bebidas vegetais, etc.
- Kentucky Fried Chicken Japan Ltd.
- NHK (Centro de Transmissão da NHK)
- PPG Industries: fabricante de revestimentos industriais
- Papas: uma companhia de roupas, cafés e padarias. Sediada em Komazawadori nas vizinhanças de Higashi
- Sapporo Breweries Limited
- Teichiku Records: gravadora
- Trend Micro Japan[51]: companhia de softwares de proteção

## Educação

### Faculdades e universidades
- Aoyama Gakuin University[52]
- Bunka Gakuen University (Yoyogi)
- Jissen Women's University
- Kokugakuin University (Higashi)
- Shibuya University Network
- Tokai University[53] (Yoyogi)
- Universidade das Nações Unidas[54]

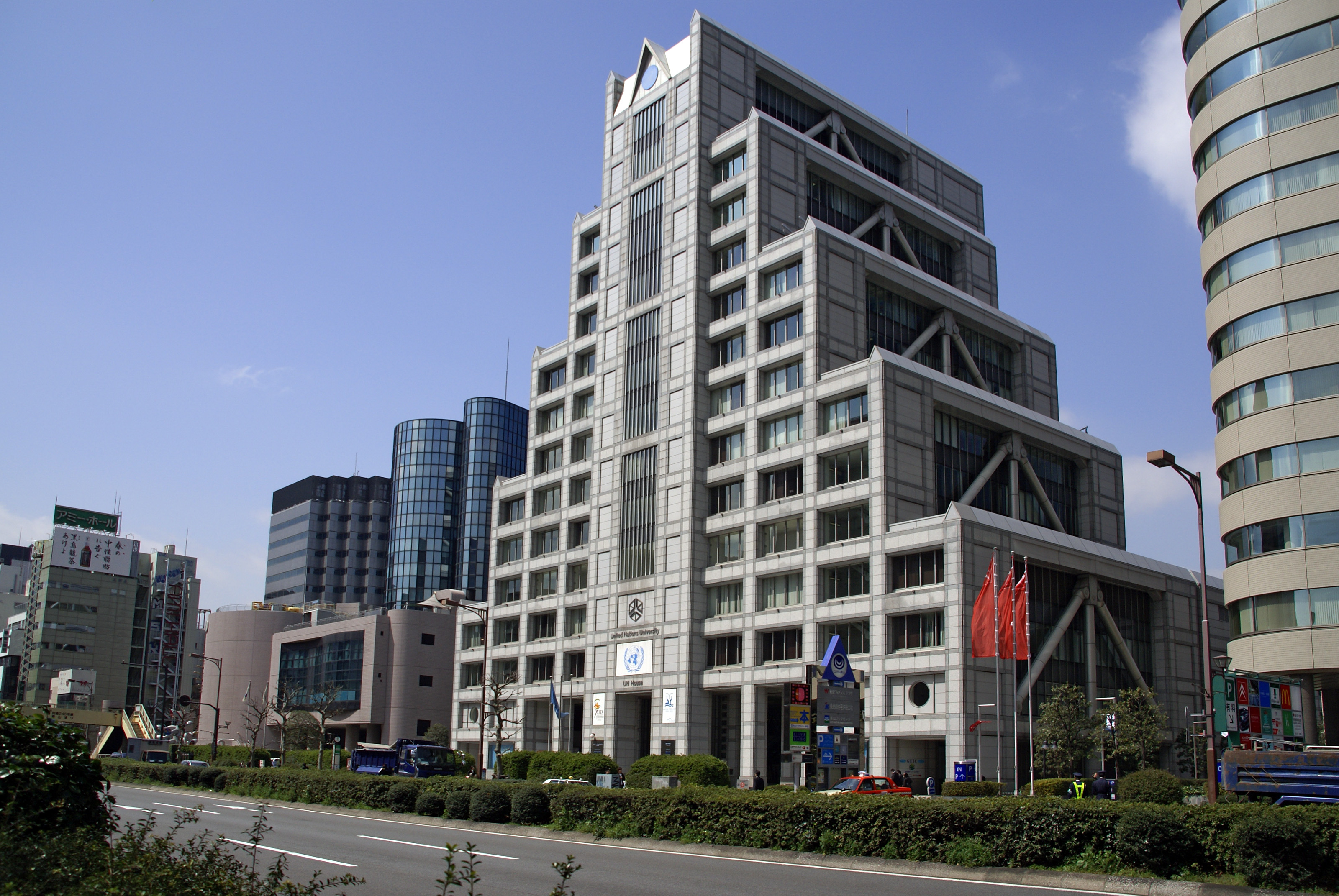
Universidade das Nações Unidas, campus Shibuya

- Universidade do Sagrado Coração (Hiroo)